# Thure Erik Lund

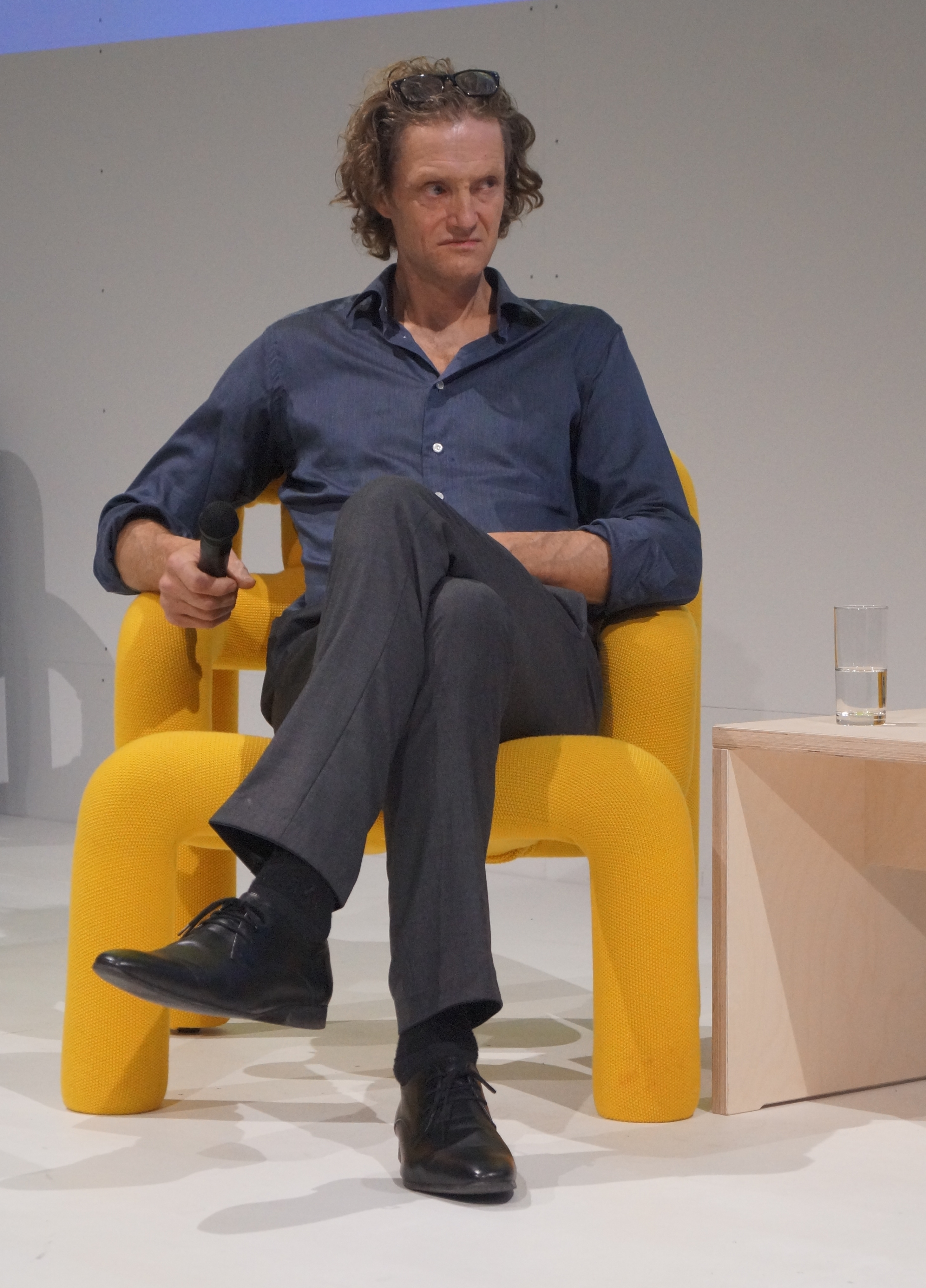
Thure Erik Lund, 2019

Thure Erik Lund, född 27 juni 1959 i Modum, är en norsk romanförfattare och essäist. Han debuterade 1992 med romanen Tanger som gav honom Tarjei Vesaas debutantpris. Den följdes 1994 av Leiegården som vann pris som bästa skandinaviska samtidsroman. Han har arbetat som snickare men försöker försörja sig som författare.

## Utgivet
- Tanger – roman (1992)
- Leiegården – roman (1994)
- Zalep – roman (1995)
- Grøftetildragelsesmysteriet – roman (1999)
- Om naturen – essäer (2000)
- Compromateria – roman (2002)
- Forgreininger – essäer (2003)
- Elvestengfolket – roman (2003)
- Språk og natur – essäer (2005)
- Uranophilia – roman (2005)
- Inn – roman (2006)
- Om de nye norske byene og andre essays – essäer (2006)
- Straahlbox – roman (2010)
- En trist og dum historie – roman (2011)
- I singularitetens skygge – roman (2013)
- Identitet – roman (2017)

## Priser
- Tarjei Vesaas debutantpris 1992 för Tanger
- Sult-priset 2000
- Mads Wiel Nygaards legat 2003
- Kritikerpriset 2005 för Uranophilia
- Doblougska priset 2009
- Aschehougpriset 2009